# 中共中央办公厅人事局
中共中央办公厅人事局，与中国共产党中央办公厅机关委员会（简称中共中央办公厅机关党委）合署办公，是中共中央办公厅内设机构。

## 沿革
“文化大革命”前，中共中央办公厅（简称中办）内设机构包括人事处。1966年8月20日，成立中办政治部，人事处撤销，其人事业务被并入政治部组织组。1976年10月时，中办下设12个处室（部、馆、校）。1988年，中办机构改革，调整后设调研室、秘书局、警卫局、机要局、机要交通局、中直管理局、中央档案馆、毛主席纪念堂管理局、特别会计室、老干部局、人事局、机关党委办公室12个局级机构。1993年12月，中办机构改革，调整后设一个副部级机构（中央档案馆暨国家档案局），10个职能局：调研室、秘书局（其中法规室是副局级机构，设在秘书局）、警卫局、机要局、机要交通局、中直管理局、特别会计室、老干部局、人事局和机关党委。后来，中央直属机关及中央国家机关实行机关党委与人事部门主要负责人交叉任职，以促进机关党委和人事部门合力推进管党治党责任落实。中共中央办公厅人事局与机关党委也实行了主要负责人交叉任职。

## 机构设置
- 组织宣传处[1]
- 干部一处[5]
- 干部二处[6]
- 中共中央办公厅机关党校[5]（干部培训中心）

## 历任领导
| 中共中央办公厅人事局 局长 - 李长葆（？—？） - 陈福今（1990年12月—1993年5月） - 孟宪忠（？—？） - 李宏（1998年—2001年） - 王天榜（？—？） - 陈久松（2006年12月—2015年5月） - 孔绍逊（？—） 副局长 - 王振川（1986年4月—1989年5月） …… - 李永平（？—？） - 陈久松（？—2006年12月，主持工作） - 李新建（2006年1月—2008年3月） - 王爱华（？—？） - 陈巍然（？—？） - 黄友恭（？—？） - 王言彬（？—2018年，正局级巡视员兼） - 史英立（？—？） 巡视员 …… - 王言彬（？—2018年，正局级巡视员） 副巡视员 | 中央办公厅机关党委 书记 …… - 李质忠（？—？） …… - 陈福今（1993年5月—1999年12月，中央办公厅副主任兼） …… - 赵胜轩（2011年7月—2013年4月，中央办公厅副主任兼） 副书记 - 李质忠（？—？） - 王振川（1986年4月—1989年5月，专职副书记） …… - 陈福今（1990年12月—1993年5月） - 孟宪忠（？—？，常务副书记） - 李宏（1998年—2001年） - 于树健（2001年6月—2003年5月） - 王天榜（？—？） - 李新建（2004年6月—2008年3月） - 李永平（？—？） - 陈久松（2006年12月—2015年5月） - 王爱华（？—？） - 陈巍然（？—？） - 黄友恭（？—？） - 孔绍逊（？—） - 史英立（？—？） |

## 中国共产党中央办公厅机关纪律检查委员会
| 书记 …… - 陈福今（1990年12月—1993年5月） - 孟宪忠（？—？） - 李宏（1998年—2001年） - 王天榜（？—？） - 陈久松（2006年12月—2015年5月） - 孔绍逊（？—） | 副书记 …… - 于树健（2000年5月—2001年6月） |